# Mutualia
Mutualia es mutua colaboradora con la Seguridad Social con el número 02, autorizada por el Ministerio de Empleo y Seguridad Social. Las mutuas de accidentes de trabajo son entidades sin ánimo de lucro y están reguladas por la ley de Ordenación y Supervisión de los seguros privados, en especial por los artículos 1 al 13. Además están regidas por el Real Decreto 1993/1995, de 7 de diciembre, por el que se aprueba el Reglamento sobre colaboración de las Mutuas de Accidente de Trabajo y Enfermedades Profesionales con la Seguridad Social y el Ministerio de Empleo. Entre otras cuestiones, el decreto que regula la colaboración entre las mutuas y el Ministerio de Empleo y la Seguridad Social impide a los miembros de las Juntas de las mutuas pecibir remuneración alguna o prestar servicios a las compañías.

## Historia
Mutualia es la consecuencia de la fusión de las tres mutuas con sede en el País Vasco, Mutua Vizcaya Industrial, Pakea  y La Previsora, que es la primera mutua y se creó en el año 1900 tras la aprobación de la conocida como Ley Dato.

## Cifras y datos
En la actualidad, Mutualia cuenta con tres hospitales y catorce centros asistenciales, que ofrecen cobertura a unas 390.000 personas trabajadoras, siendo la mutua de referencia en el País Vasco con una cuota de mercado superior al 42%.
En el año 2018, Mutualia destinó más de 174 millones de euros al pago de prestaciones económicas y cerca de 1,2 millones de euros en ayudas a personas en situación de especial necesidad.

## Informe económico año 2017
- Total ingresos de gestión 295.515.571.[3]